# Mouvement Trompe-l'œil/Réalité
Le mouvement Trompe-l'œil/Réalité a été fondé par Henri Cadiou (1906-1989). La peinture du groupe Trompe-l'œil/Réalité n'est pas une résurgence de l'antiquité ou du XVIIe siècle, mais la suite logique, au cours du XXe siècle, de l'évolution souterraine d'un réalisme ayant pris la suite du surréalisme pour aboutir au trompe-l'œil moderne, différent des Anciens par l'esprit et par le souci de réussir avant tout une œuvre d'art au sens noble du terme, c'est-à-dire révélant la sensibilité de l'artiste.
C'est en France en 1960, au Salon Comparaisons, qu'apparaissent des trompe-l'œil au sein du groupe des Peintres de la réalité fondé par Henri Cadiou, en même temps que l'Op'Art, le Mec'art et le Nouveau Réalisme. Leur nombre ne cesse de croître ainsi que l'intérêt qu'ils provoquent. Les « trompe-l'œillistes » renouvellent le genre en l'enrichissant de nouveaux thèmes, sans rapport avec les peintres de l'Antiquité ni des Flamands ou des américains, bien que plus proches, par l'esprit, de ces derniers: William Harnett, John Frederick Peto,
En 1973, le groupe expose au Centre Culturel de New York et à la Corcoran Gallery de Washington. Ces manifestations donnent lieu à des commentaires de critiques importants. Ce n'est donc pas, comme il a été dit, le mouvement photo-réaliste américain qui a provoqué en France un renouveau de la facture réaliste. On pourrait prétendre à l'inverse, si toute orientation nouvelle en art n'était la suite d'une évolution qu'on ne découvre que bien après son apparition officielle.
En 1989, à la suite du décès d’Henri Cadiou, Pierre Gilou, peintre de trompe-l'œil, poursuit l’œuvre de son père au sein du groupe en organisant les expositions du groupe Trompe-l'œil/Réalité.
En 1993 dans le cadre du Grand Palais à Paris, la grande manifestation du groupe « Le triomphe du trompe-l’œil » remporte un succès retentissant avec plus de 65 000 visiteurs en quinze jours.
Les peintres du groupe Trompe-l’œil/Réalité se sont attachés à varier les sujets, dont chacun provient d’une inspiration spontanée due à la révélation subite de la « picturalité » d’un objet entrevu. 
C’est ce qui fait, en dépit de la facture que d’aucuns qualifieraient de « classique », un ensemble essentiellement moderne, qui n’aurait pu être peint à aucune autre époque.
Quant à l’illusion produite par le trompe-l’œil, loin d’être une finalité, elle n’est, pour les artistes du groupe, qu’un moyen pour exprimer leur sensibilité tout en éveillant l’intérêt du spectateur.
Henri Cadiou, 

## Artistes appartenant au mouvement
- Henri Cadiou (1906-1989)
- Pierre Gilou (1938-2019)

- Pierre Ducordeau (1928-2018)

- Jacques Poirier (1928-2002)
- Paolo Intini (1921-2014)
- Hubert Gaillard (1912-2003)
- Max Vauquelin
- Claude Yvel
- Daniel Solnon